# Chalcis sodalis
Chalcis sodalis är en stekelart som beskrevs av Masi 1917. Chalcis sodalis ingår i släktet Chalcis och familjen bredlårsteklar.
Artens utbredningsområde är Seychellerna. Inga underarter finns listade i Catalogue of Life.